# Xác ướp (phim 2017)
Xác ướp (tựa gốc tiếng Anh: The Mummy) là một bộ phim điện ảnh phiêu lưu-hành động của Mỹ năm 2017 do Alex Kurtzman đạo diễn và David Koepp, Christopher McQuarrie cùng Dylan Kussman thực hiện phần kịch bản, dựa trên cốt truyện gốc của Kurtzman, Jon Spaihts và Jenny Lumet. Đây là phần phim tái khởi động thương hiệu điện ảnh Xác ướp và cũng là phim điện ảnh mở đầu cho loạt phim thuộc Vũ trụ Đen tối "Dark Universe" của hãng phim Universal. Phim có sự tham gia diễn xuất của Tom Cruise, Annabelle Wallis, Sofia Boutella, Jake Johnson, Courtney B. Vance và Russell Crowe.
Xác ướp được ra mắt tại Rạp State tại Sydney, Úc vào ngày 22 tháng 5 năm 2017, và được khởi chiếu rộng rãi tại Mỹ, Việt Nam cùng nhiều quốc gia khác vào ngày 9 tháng 6 năm 2017 dưới định dạng 2D, 3D và IMAX 3D. Phim nhận được nhiều ý kiến đánh giá tiêu cực từ giới chuyên môn và ý kiến trái chiều từ khán giả, chỉ thu về 409,2 triệu USD trên toàn cầu. Tại giải Mâm xôi vàng lần thứ 38, bộ phim nhận về 8 đề cử, trong đó có Phim dở nhất, Đạo diễn dở nhất, Nam diễn viên phụ dở nhất, Nữ diễn viên phụ dở nhất và Kịch bản dở nhất. Cá nhân Tom Cruise phải ngậm ngùi nhận giải Nam diễn viên chính dở nhất.

## Nội dung
Năm 1157 sau Công Nguyên, một nhóm các hiệp sĩ thập tự chinh Anh đã chôn một viên hồng ngọc trong lăng mộ của một trong số các hiệp sĩ thập tự chinh. Trở về thời hiện đại ở London, một nhóm công nhân xây dựng phát hiện ra vị trí lăng mộ, bỗng nhiên có một người đàn ông bí ẩn tới và nhận trách nhiệm toàn bộ cho việc khảo sát khu lăng mộ.
Hồi tưởng về kỷ nguyên Vương quốc mới ở Ai Cập cổ đại, Công chúa Ahmanet là người đầu tiên tiếp nối ngai vàng từ cha của mình là Menehptre cho tới khi mẹ kế của Ahmanet hạ sinh một đứa con trai. Với mong muốn chiếm đoạt ngai vàng, Ahmanet triệu hồi Set, người đồng ý sẽ giúp cô đạt được kế hoạch nếu như cô dùng Con dao của Set để hoán đổi linh hồn của hắn sang một vật thể sống. Sau khi sát hại cha, mẹ kế và em trai mới hạ sinh, Ahmanet dự định sẽ hiến tế người yêu của mình cho Set nhưng lại bị các pháp sư của cha mình bắt được và bị chôn sống vĩnh cữu. Quan tài của Ahmanet được chôn ở Mesopotamia và được ngập trong một bể thủy ngân hòng không để cô trốn thoát.
Trở về thời hiện đại ở Iraq, đặc vụ Nick Morton và đồng đội Chris Vail khi đang làm nhiệm vụ cho quân đội Mỹ phát hiện ra hầm mộ của Ahmanet sau khi kêu gọi đặc chủng trên không đến một khu vực bị khủng bố đánh chiếm. Nhà khảo cổ học Jennifer "Jenny" Halsey từng có tình một đêm với Nick trước đó, đã bị anh ăn cắp bản đồ, tới hầm mộ vừa mới phát hiện được, kết luận đây là một hầm mộ kiểu nhà tù. Sau khi Nick lôi quan tài của Ahmanet ra khỏi bể thủy ngân, Đại tá Greenway di chuyển quan tài về lại Anh bằng đường hàng không. Trên chuyến bay tới Anh, Chris bị ám bởi sức mạnh của Ahmanet sau khi bị một con nhện lạc đà cắn khi đang ở trong lăng mộ. Sau khi cố gắng mở quan tài, Chris đâm Greenway và tấn công mọi người, khiến Nick phải ra tay giết Chris. Một đàn quạ lớn tấn công máy bay, làm cho máy bay bị đâm và giết tất cả mọi người trên máy bay ngoại trừ Jenny đã được Nick đưa cho dù khẩn cấp trước đó.
Nick tỉnh dậy trong nhà xác ở Oxford, anh được hồi sinh bằng một thế lực vô hình nào đó, sau đó hồn ma của Chris cho anh biết rằng anh đã bị lời nguyền của Ahmanet quyết sử dụng anh như một hình nhân thay thế cho linh hồn của Set. Xác ướp của Ahmanet tỉnh dậy và bắt đầu hút dương khí từ các nhân viên cứu hộ để hồi sinh lại cơ thể của mình, và sau đó biến các xác ướp của nhân viên cứu hộ thành tay sai để lùa Nick và Jenny vô bẫy. Cả hai tìm đường trốn thoát nhưng thất bại.
Ahmanet tìm lại được Con dao của Set từ một nhà thờ gần đó. Tuy nhiên ở phút cuối, một nhóm quân lính bí ẩn tới nơi và bắt giữ Ahmanet. Trưởng nhóm của họ là Tiến sĩ Henry Jekyll giải thích rằng Jenny là một thành viên của hội kín chuyên săn đuổi các thế lực siêu nhiên tên Prodigium. Henry kể cho Nick nghe về bí mật của mình cũng như thừa nhận việc Nick đã bị ám bởi lời nguyền của Ahmanet khi hầm mộ bị mở ra. Dù trước đó Nick đồng ý nhận sự giúp đỡ từ Henry nhưng sau khi biết được việc Henry chủ đích dùng Nick để triệu hồi Set, Nick và Jenny hoảng sợ và trốn thoát.
Trong lúc đó, Ahmanet triệu hồi một con nhện để khiến các nhà khoa học giải thoát cho cô và cùng lúc phá hủy khu vực thí nghiệm của Prodigium. Sau cuộc trò chuyện với Nick, Henry biến hình thành Edward Hyde, một phần tính cách tàn bạo của ông mà không hề biết rằng Ahmanet đã trốn thoát. Nick từ chối lời đề nghị hợp tác của Henry, Henry tấn công Nick nhưng Nick cản được Henry sau khi tiêm thuốc khiến cho Henry biến hình bình thường trở lại. Nick và Jenny trốn thoát khỏi Prodigium, nhưng lại chạm mặt Ahmanet lần nữa. Ahmanet giành lại được Con dao của Set và triệu hồi một đội quân xác ướp từ xác các hiệp sĩ cũng như tạo ra một trận bão cát bao trùm London, Nick và Jenny trốn thoát trong gang tấc. Đội quân hiệp sĩ giết hết các thành viên của Prodigium trong hầm mộ, còn Ahmanet thì giành lại được viên hồng ngọc và lắp nó vào Con dao của Set để giải thoát Set cũng như Nick.
Được hồn ma của Chris dẫn lối, Nick và Jenny trốn vào khu đường hầm của London, nhưng hóa ra Chris vẫn bị ám bởi lời nguyền của Ahmanet và cả hai lại chạm mặt đội quân xác ướp của Ahmanet. Ahmanet bắt được Jenny và dìm chết Jenny. Nick sau đó bị Ahmanet đánh, anh giả vờ đầu hàng để giành lại Con dao của Set để phá hủy viên hồng ngọc. Tuy nhiên, sau khi thấy Jenny đã chết, Nick dọa sẽ tự đâm mình, vì một phần cơ thể của Nick là của Set nên Nick không thể đâm mình được. Nhìn thấy xác chết của Jenny, Nick vùng dậy và sử dụng sức mạnh của Set để hút hết dương khí của Ahmanet. Ahmanet bị biến thành xác ướp trở lại, Nick dùng sức mạnh của Set để hồi sinh Jenny, nói lời tạm biệt trước khi biến thành Set mãi mãi và biến mất. Không lâu sau đó, Jenny trở lại với Tiến sĩ Henry và cả hai thảo luận liệu Nick - bây giờ là một phần của Set sẽ dùng sức mạnh của anh cho điều tốt hay xấu. Xác ướp của Ahmanet được chôn lại lần nữa dưới hầm của hội Prodigium. Trong lúc đó, Nick hồi sinh Chris và cả hai bắt đầu cuộc hành trình mới.

## Diễn viên
- Tom Cruise vai Nick Morton[16] là đặc vụ quân đội Mỹ vô tình phát hiện ra hầm mộ của Công chúa Ahmanet. Nick sau đó bị ám và hòa nhập thể xác và linh hồn với Set do lời nguyền của Ahmanet.
- Annabelle Wallis vai Jennifer "Jenny" Halsey là nhà khảo cổ học từng có mối quan hệ tình cảm với Nick. Cô là thành viên của một hội kín chuyên săn các sinh vật huyền bí tên là Prodigium.
- Sofia Boutella vai Công chúa Ahmanet, là phiên bản nữ dựa trên vai Tể tướng Imhotep từ series phim trước đó, cũng như nữ thần Ai Cập Amunet. Từng được chỉ vị là người kế vị ngôi vua, Ahmanet hạ sát cha của mình và mẹ kế cùng em trai kế để hồi sinh Set, dẫn đến việc bị nguyền rủa cả đời và bị chôn sống cho đến khi được vô tình giải thoát bởi Nick.
- Jake Johnson vai Hạ sĩ Chris Vail là bạn thân và đồng đội của Nick.
- Courtney B. Vance vai Đại tá Greenway[17] là cấp trên của Chris và Nick.
- Russell Crowe vai Tiến sĩ Henry Jekyll[18][19] là nhà khoa học lỗi lạc dẫn đầu Prodigium - một tổ chức chuyên đảm nhận việc săn đuổi, bắt giữ và tiêu hủy quái vật khi cần thiết. Sau khi thất bại một thí nghiệm, Tiến sĩ Henry thường phải tiêm chất serum để ngăn cản con quái vật bên trong của mình thoát ra.
- Marwan Kenzari vai Malik[20] là thành viên hội Prodigium và tay sai cận vệ của Tiến sĩ Jekyll.
- Javier Botet vai Set[21] là vị thần chết của Ai Cập cổ đại, người đã giúp đỡ Công chúa Ahmanet thực hiện mưu đồ chiếm ngôi vua của mình. Set có mối liên hệ với Nick được cho là chỉ định là hình nhân cho sự hồi sinh của Set.
- Selva Rasalingam vai Vua Menehptre

## Sản xuất
Hãng Universal Pictures bắt đầu tiết lộ kế hoạch tái khởi động thương hiệu điện ảnh Xác ướp vào năm 2012. Dự án được truyền qua tay nhiều đạo diễn khác nhau, với Len Wiseman rời ghế đạo diễn vào năm 2013, và kế đến là Andrés Muschietti vào năm 2014.
Tom Cruise bắt đầu các cuộc đàm phán cho vai nam chính vào tháng 11 năm 2015, và Sofia Boutella thì vào tháng 12 kế đó. Kurtzman tuyển chọn Boutella sau khi thấy cô gây được nhiều ấn tượng trong phim điện ảnh Mật vụ Kingsman. Các vai diễn khác được chính thức xác nhận qua các tin tức từ tháng 3 đến tháng 5 năm 2016, với Russell Crowe được xác nhận vào tháng 6. Một thời gian ngắn sau khi phim được công chiếu, tạp chí Variety tiết lộ rằng Cruise nắm quyền kiểm soát phim khá nhiều, gần như toàn bộ các khâu trong quá trình sản xuất và hậu kỳ, bao gồm cả việc viết lại kịch bản phim và dựng phim theo ý của bản thân, chỉ đạo Kurtzman cách đạo diễn, khuếch trương vai diễn Nick Morton cũng như giảm tải vai diễn của Boutella. Hãng Universal đã bảo lãnh cho Cruise kiểm soát phần lớn quá trình thực hiện dự án, từ khâu biên kịch cho đến các quyết định hậu kỳ.
Quá trình quay phim chính được bắt đầu vào ngày 3 tháng 4 năm 2016 tại Oxford, Vương quốc Anh, và ngoài ra cũng được quay tại Surrey. Phim đóng máy vào ngày 17 tháng 7 năm 2016 tại London. Công tác sản xuất sau đó được chuyển đến Namibia trong hai tuần, và quá trình quay phim chính được chính thức kết thúc vào ngày 13 tháng 8 năm 2016.

## Phát hành
Ban đầu, Xác ướp được dự kiến khởi chiếu trong năm 2016, tuy nhiên sau đó phim đã đẩy lùi ngày phát hành xuống 9 tháng 6 năm 2017 tại Mỹ, Việt Nam và nhiều quốc gia khác trên thế giới. Phim được công chiếu dưới nhiều định dạng khác nhau, bao gồm 2D, 3D và IMAX 3D. Ngày 20 tháng 12 năm 2016, IMAX cho ra mắt một đoạn trailer với phần âm thanh bị lỗi, vô tình tạo ra hiện tượng chế ảnh và video với phần âm thanh lỗi trong cộng đồng mạng. IMAX sau đó đã gỡ bỏ đoạn trailer và sử dụng Luật bảo vệ bản quyền tác giả DMCA để ngăn chặn việc lan truyền các video chế.
Sau vụ đánh bom tại Manchester Arena vào ngày 22 tháng 5 năm 2017, hãng Universal đã hủy bỏ sự kiện ra mắt phim tại Vương quốc Anh, dự định diễn ra tại London vào ngày 1 tháng 6.

## Tiếp nhận

### Doanh thu phòng vé
Tính đến  ngày 25 tháng 6 năm 2017, Xác ướp đã thu về 68,5 triệu USD tại thị trường Mỹ và Canada và 273,6 triệu USD tại các thị trường ngoại địa, nâng tổng mức doanh thu lên 342,1 triệu USD, trong khi đó kinh phí sản xuất phim là 125 triệu USD (với thêm 150 triệu USD được sử dụng cho quảng bá). Doanh thu ra mắt toàn cầu của phim sau ba ngày công chiếu là 172,4 triệu USD, đồng thời cũng là doanh thu ra mắt lớn nhất trong sự nghiệp diễn xuất của Tom Cruise.
Tại Bắc Mỹ, Xác ướp được công chiếu cùng thời điểm với It Comes at Night và Megan Leavey và dự đoán sẽ thu về 35–40 triệu USD từ 4.034 rạp chiếu phim trong dịp cuối tuần ra mắt. Tuy nhiên, sau ngày công chiếu đầu tiên với chỉ 12 triệu USD thu về (bao gồm 2,66 triệu USD từ suất chiếu sớm đêm thứ năm), doanh thu dự kiến sau dịp cuối tuần ra mắt giảm xuống còn 30 triệu USD. Sau cùng, phim thu về tổng cộng 31,7 triệu USD sau ba ngày công chiếu, trở thành phim điện ảnh có doanh thu ra mắt thấp nhất của thương hiệu Xác ướp, về thứ hai trên bảng xếp hạng doanh thu phòng vé tuần, sau Wonder Woman: Nữ thần chiến binh (58,2 triệu USD ở tuần công chiếu thứ hai). Trang Deadline.com cho rằng doanh thu của phim bị phụ thuộc nhiều vào phản ứng không tốt của giới phê bình và người xem. Trong tuần lễ thứ hai, phim thu về 14,5 triệu USD (giảm 54,2% so với tuần đầu tiên), kết thúc thứ 4 về doanh thu phòng vé. Trong cùng tuần đó, trang Deadline đưa tin rằng Xác ướp có thể khiến cho hãng Universal chịu khoản lỗ lên tới 95 triệu USD. Phim thu về 5,8 triệu USD trong tuần lễ thứ ba, xếp thứ 6 trên bảng xếp hạng doanh thu phòng vé tuần.
Bên ngoài Bắc Mỹ, phim được công chiếu tại 63 quốc gia và vùng lãnh thổ, với Trung Quốc, Vương quốc Anh, Mexico, Đức, Ireland, Úc, New Zealand, Brazil, Nga và Việt Nam có thời gian công chiếu cùng ngày với Mỹ, và dự kiến sẽ thu về tổng cộng khoảng 125–135 triệu USD sau ba ngày công chiếu. Phim được khởi chiếu tại Hàn Quốc vào ngày 6 tháng 6 năm 2017 và thu về 6,6 triệu USD trong ngày đầu tiên, trở thành phim có doanh thu ra mắt lớn nhất của Tom Cruise cũng như hãng Universal tại quốc gia này. Doanh thu ra mắt ngoại địa của Xác ướp sau ba ngày công chiếu là 140,7 triệu USD, là doanh thu ra mắt lớn nhất trong sự nghiệp của Tom Cruise. Trong đó có 52,4 triệu USD từ thị trường Trung Quốc, 7,4 triệu USD từ Nga, 4,9 triệu USD từ Mexico và 4,2 triệu USD từ Vương quốc Anh.

### Đánh giá chuyên môn
Xác ướp nhận được nhiều ý kiến chỉ trích từ giới phê bình, chủ yếu là vào cốt truyện rời rạc và việc quá tập trung xây dựng Vũ trụ Đen tối. Trên trang Rotten Tomatoes, phim được đánh giá 15% dựa theo 225 bài đánh giá, với số điểm trung bình 4,2/10. Trang mạng bình luận: "Thiếu đi niềm vui khám phá của những phần phim trong thương hiệu và thất bại trong việc đem tới sự hồi hộp mà các phim quái vật vẫn thường làm được, Xác ướp là một sự mở nút quá nhanh cho Vũ trụ Đen tối." Trên trang Metacritic, phim nhận được số điểm 34 trên 100, dựa trên 44 nhà phê bình, với chủ yếu là các ý kiến tiêu cực. Khán giả trên trang CinemaScore cho phim điểm "B−" trên thang từ A+ tới F.
Vince Mancini từ Uproxx chỉ trích phim: "Nếu như bạn thích xem một tuyển tập những thứ không ai hiểu nổi đi mô phỏng lại những thứ mà bạn từng rất thích trong quá khứ, Xác ướp chính là bộ phim dành cho bạn." David Ehrlich từ trang IndieWire cho phim điểm D-, gọi đây là phim điện ảnh tệ nhất trong sự nghiệp của Tom Cruise và chỉ trích việc thiếu tính bản nguyên của phim: "Đây là phim duy nhất khai thác hình tượng của một Hollywood xưa cũ, và đồng thời cũng phá hỏng nó. Đây không phải là làm phim, đây là đào mộ." Nhà báo Owen Gleiberman từ tờ Variety viết: "Vấn đề nằm sâu trong tâm khảm chính là cái thực chất của bộ phim—một phương tiện của Tom Cruise—đang đối nhau chan chát với chất liệu làm phim. Anh diễn viên, ở tuổi 54, vẫn tái sử dụng cái phong cách Cruise cũ mèm ấy."

## Vũ trụ Đen tối "Dark Universe"
Ngày 22 tháng 5 năm 2017, hãng Universal Pictures công bố rằng loạt phim lâu đời Universal Monsters của hãng sẽ được tiếp tục dưới tên Vũ trụ Đen tối "Dark Universe", với Bill Condon sẽ là đạo diễn cho phim điện ảnh tiếp theo, Bride of Frankenstein, khởi chiếu ngày 14 tháng 2 năm 2019. Bộ phim Ác quỷ Dracula: Huyền thoại chưa kể phát hành năm 2014, với Luke Evans vào vai nhân vật chính, ban đầu được dự định sẽ là phim điện ảnh đầu tiên của Vũ trụ Đen tối; tuy nhiên vị trí này sau đó đã được đổi cho Xác ướp.